# Razón práctica pura
Razón práctica pura (en alemán: reine praktische Vernunft) es lo opuesto a la razón práctica impura (o sensiblemente determinada) y aparece en Immanuel Kant Crítica de la razón práctica y Fundamentación de la metafísica de las costumbres.
Es la razón que impulsa acciones sin incentivos dependientes de ningún sentido. El razonamiento humano elige tales acciones simplemente porque esas acciones son buenas en sí mismas; esta es la naturaleza de  buena voluntad, que Kant sostiene que es el único concepto que es bueno sin ninguna justificación, es bueno en sí mismo y es un derivado de una ley trascendental que afecta la forma en que los humanos prácticamente razonan (ver filosofía práctica).